# Flugunfall einer HAL 748 bei Arakkonam 1999
Der Flugunfall einer HAL 748 bei Arakkonam 1999 ereignete sich am 11. Januar 1999 auf dem Erprobungsflug einer mit einer Radarkuppel ausgestatteten Hindustan HAL 748-219 Srs. 2 der indischen Defence Research and Development Organisation. Kurz nach dem Start brach die Maschine auseinander und stürzte zu Boden, wobei alle Insassen an Bord starben. Es handelte sich um den weltweit letzten Flugunfall einer HAL 748.

## Flugzeug
Bei der Maschine handelte es sich um eine 1978 gebaute und zu einem Radarüberwachungsflugzeug mit Radarkuppel umgerüstete Hindustan HAL 748 aus unter britischer Lizenz gefertigter indischer Produktion. Die Maschine wurde 1978 gebaut und an die Indischen Luftstreitkräfte ausgeliefert. Sie trug die Werknummer 569, die Modellseriennummer 70 und das militärische Luftfahrzeugkennzeichen H-2175. Das zweimotorige Mehrzweckflugzeug war mit zwei Turboprop-Triebwerken des Typs Rolls-Royce Dart Mk. 536-2 ausgestattet.

## Insassen
Es befanden sich eine vierköpfige Besatzung und vier Passagiere an Bord.

## Unfallhergang
Nach dem Start von der Marinebasis Arakkonam auf dem Weg zur Luftwaffenbasis Tambaram kontaktierte der Flugkapitän die Flugsicherung, erklärte Luftnotlage und meldete schwerwiegende technische Probleme. Ihm wurde die Rückkehr zur Notlandung genehmigt. Im Endanflug geriet das Flugzeug außer Kontrolle und stürzte 2,5 km vor der Landebahn in ein dichtes Waldgebiet. Das Flugzeug wurde zerstört und alle acht Insassen kamen ums Leben.

## Ursache
Da die Radarkuppel etwa 500 Meter vom Hauptwrack entfernt aufgefunden wurde, wurde angenommen, dass die Besatzung die Kontrolle über das Flugzeug verlor, nachdem sich die Kuppel oben am Rumpf gelöst hatte und gegen das Leitwerk geprallt war.